# Leif Hansen (Zauberkünstler)

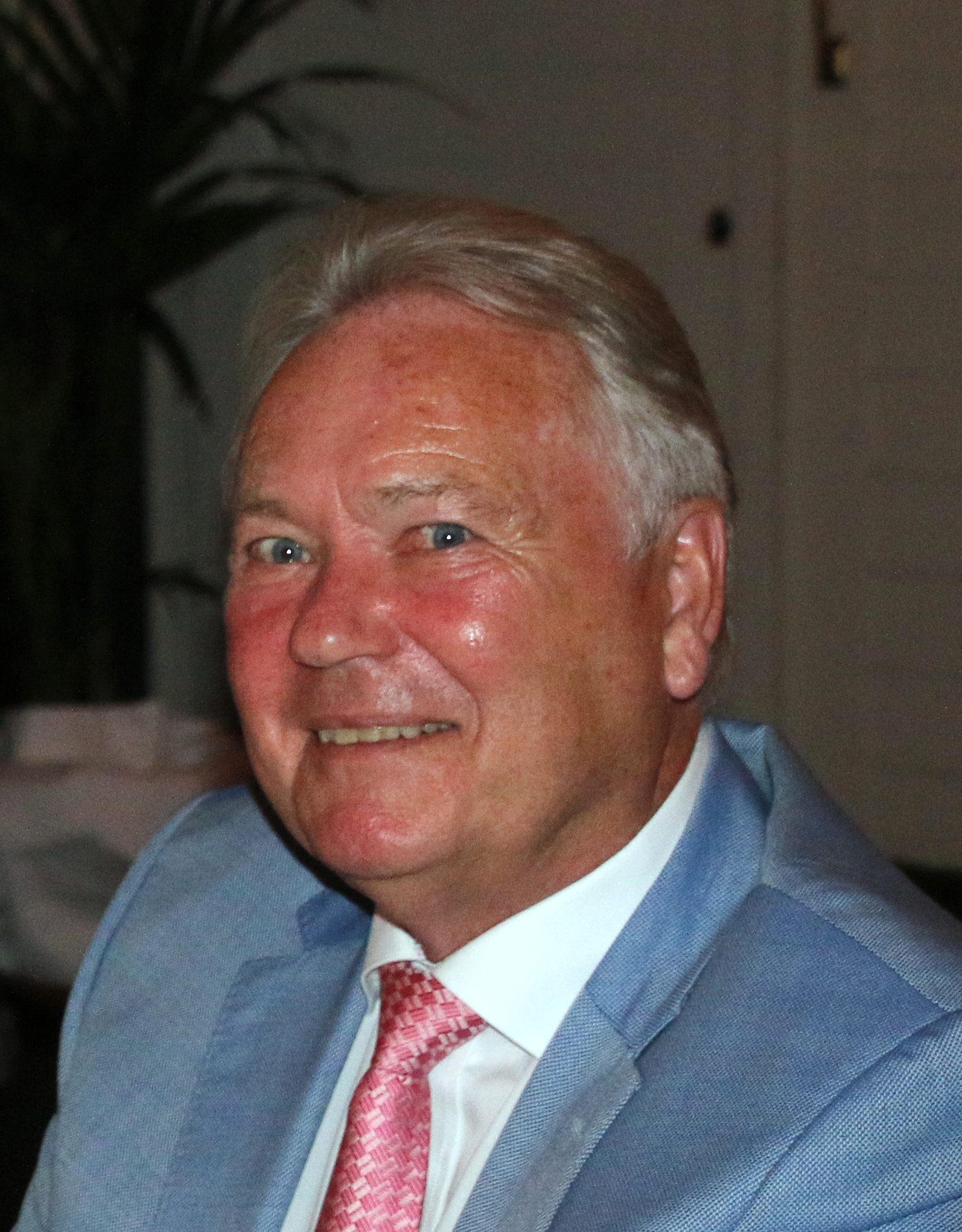
Leif Hansen 2016

Leif Hansen (* 4. Januar 1946 in Kopenhagen, Dänemark) ist ein dänischer Zauberkünstler, der vor allem unter dem Künstlernamen Lee Pee Ville bekannt wurde.

## Leben/Wirken
1964 startete Leif Hansen als Bauchredner in dem dänischen Park Dyrehavs Bakken Kopenhagen. 1965 trat er zusammen mit seiner damaligen Ehefrau Pia als Jacques + Silvia in einem dänischen Park als Gedankenleser auf. Kurz darauf änderten sie den Künstlernamen in Los Facitos. 1966 kam zu der Gedankenlesen-Show auch eine Illusionsshow dazu, da Leif Hansen von der Magie fasziniert war. Das Paar trat mit beiden Shows von 1966 bis 1973 in diversen Circussen, Varietés, Cabarets und Revuen auf. 1974 änderte Leif Hansen seinen Künstlernamen in Lee Pee Ville. Die Illusionsshow wurde um mehrere Tänzerinnen und Groß-Illusionen erweitert und die Engagements wurden international immer zahlreicher und erfolgreicher. 1974 ließen sich Leif und Pia scheiden, arbeiteten allerdings bis 1983 weiter zusammen.
Von 1974 bis 1980 folgten mehrmonatige Engagements in renommierten Circussen wie dem Schweizer Circus Knie, dem deutschen Circus Krone, dem französischen Cirque Jean Richard, dem dänischen Cirkus Benneweis im Zirkusgebäude Kopenhagen, dem Circo Americano in Italien, dem französischen Cirque D’Hiver, dem österreichischen Circus Elfi Jacobi und dem Internationalen Zirkusfestival von Monte-Carlo. Daneben trat er in dieser Zeit im Berliner Friedrichstadt-Palast, im Hansa-Theater in Hamburg, im Olympia in Paris und in weiteren Spielstätten auf.
1981 begann Lee Pee Ville wieder in Freizeitparks zu arbeiten und wurde zunächst mit einer 45-minütigen Show mit neun Mitwirkenden für eine Saison im Holiday Park in Haßloch engagiert. Dies war damals die erste Produktion in einem deutschen Freizeitpark, in der Tanz und Zauberei verbunden wurden. 1982 folgte ein Saisonengagement im Phantasialand in Brühl bei Köln, wo Pläne für eine große Las Vegas Show entstanden. Doch zunächst folgte 1983 ein Engagement im Europa-Park in Rust. 1984 startete dann im Wintergarten-Theater des Phantasialands die Show Welcome Las Vegas, in der nicht nur zahlreiche Tänzer und Tänzerinnen auftraten, sondern auch Tiger und Löwen mitwirkten, die vom Raubtierdompteur Werner Stiebner dressiert wurden. Diese Produktion wurde ein großer Erfolg und lief mit kleineren Änderungen bis zur Saison 1991. Im Folgejahr 1992 feierte dann anlässlich des 25-jährigen Park-Jubiläums des Phantasialands die neue Produktion Phantasialand Jubilee Premiere, die bis 1994 lief. Nach seinen Engagements im Phantasialand zog sich Lee Pee Ville weitestgehend als aktiver Künstler von der Bühne zurück und war in der Folge als Künstlervermittler tätig.

## Auszeichnungen
- 1974: Magier des Jahres, Dänemark
- 1976: Circus Oscar, Palais des Sport Madrid
- 1977: Prix des Illusionistes, Circusfestival Monte Carlo
- 1991: Magier des Jahres[2]

## Auftritte in TV-Shows
- 1980: Artisten Cocktail (Hannover)
- 1980: Olympia (Paris)
- 1982: Sommerfest des Bundeskanzlers Helmut Schmidt (Palais Schaumburg Bonn)
- 1982: Arena der Sensationen (Dortmund)
- 1984: WWF Club
- 1986: Auf Los geht’s los
- 1988: Kaum zu glauben
- 1988: Zauber der Magie
- 1988: Telefant
- 1988: WWF Club
- 1988: Achtung Klappe
- 1988: Frank en Vru Show (Niederlande)
- 1989: Applaus Applaus
- 1989: Gesucht gefunden
- 1991: Goldene Eins
- 1991: Mit lieben Grüssen (Kopenhagen, Dänemark)
- 1992: Magic Show chat noir (Oslo, Norwegen)
- 1992: Hier und Heute
- 1992: Wünsch dir was
- 1992: Traumhochzeit
- 1992: Magisk Circel
- 1994: Flitterabend
- 1994: Hollymünd

## Videos
- ZDF-Aufzeichnung der Zaubershow „Zauber der Magie“ mit Lee Pee Ville im Phantasialand (1988). (Video auf YouTube Teil 1, Video auf YouTube Teil 2)
- Ines Gollnick „BONN-TV-Reportage – Illusionen für Millionen – Das Phantasialand“ (1990) ab Minute 21:21 (Video auf YouTube)
- NRK-Aufzeichnung „En fortryllet aften“ (Norwegen), Ausstrahlung 28. November 1992, ab Minute 23:30 (zur NRK-Mediathek)
- Alphonse Rebmann „Lee Pee Ville Story“ (Video auf YouTube)
- Alphonse Rebmann „Lee Pee Ville Story – The Beginning“ (Video auf YouTube)
- Alphonse Rebmann „Lee Pee Ville Story – Pirates Story“ (Video auf YouTube)
- Alphonse Rebmann „Lee Pee Ville“ (Dänemark) (Video auf YouTube)